# Blaby (dystrykt)
Blaby – dystrykt w hrabstwie Leicestershire w Anglii.

## Miasta
- Braunstone Town

## Inne miejscowości
Blaby, Countesthorpe, Croft, Elmesthorpe, Enderby, Glen Parva, Glenfield, Huncote, Kilby, Narborough, Potters Marston, Sapcote, Sharnford, Stoney Stanton, Thurlaston, Whetstone, Wigston Parva.